# 1598 en philosophie
Chronologie de la philosophie
- 1594
- 1595
- 1596
- 1597
- 1598
- 1599
- 1600
- 1601
- 1602

L’année 1598 a été marquée, en philosophie, par les événements suivants :

## Publications
- Giovanni Botero : 
  - Aggiunte di Gio. Botero alla sua ragion di stato, con una relazione del mare, Pavie, 1598, Venise, 1598 et 1606 (lire en ligne).
  - Della ragion di Stato e Delle cause della grandezza delle città (Venezia 1598), Arnaldo Forni, Bologne 1990: reproduction fac-similé de l'édition définitive de 1598
    - Della ragion di Stato, C. Continisio (éd.), Donzelli, Rome 1997: reproduction de l'édition princeps de 1589
    - De la raison d'État (1589-1598), trad. de l'italien par Pierre Benedittini et Romain Descendre, Paris, Gallimard, coll. « Bibliothèque de Philosophie », 2014  (ISBN 978-2-07-013584-4)

- Marie de Gournay : Préface sur des Essais de Michel, seigneur de Montaigne, in Les Essais de Michel Seigneur de Montaigne.